# 高橋元吉
高橋 元吉（たかはし もときち、1893年（明治26年）3月6日 - 1965年（昭和40年）1月28日）は、大正から昭和にかけて活動した日本の詩人である。書店・煥乎堂社長。

## 経歴
1893年（明治26年）3月6日、書籍商を営む高橋常蔵、志づの次男として群馬県前橋市曲輪町に生まれる。3歳の時母を喪う。桃井尋常小学校を卒業後、前橋中学校（現在の群馬県立前橋高等学校）に入学。1910年（明治43年）前橋中学校を卒業後上京し神田の三省堂機械標本部へ入社。この頃尾崎喜八との交流が始まる。前橋へ帰郷後、父の書店煥乎堂で店員として働きながらメーテルリンクの翻訳などを行う。
1915年（大正4年）頃、武者小路実篤との交遊が始まり、のちに柳宗悦、千家元麿、岸田劉生、長与善郎らと交わる。特に生家が近く前橋中学の先輩にあたる萩原朔太郎とは親しい往来があった。
1916年（大正5年）10月千家元麿、犬養健らにより創刊された同人誌『生命の川』に尾崎喜八、倉田百三らとともに参加。同年11月倉田菊江と結婚。
1917年（大正6年）父常蔵死去。兄清七が家督を継ぐ。
1922年（大正11年）10月、処女詩集『遠望』刊行。校正中に妻菊江死去。
1923年（大正12年）5月、第2詩集『耽視』刊行。
1924年（大正13年）10月、高田博厚、尾崎喜八、片山敏彦らと『大街道』を発行。同年、五十嵐愛子と再婚。
1926年（大正15年）に倉田百三の編集による『生活者』が発行されると、作品を次々と寄稿。
1931年（昭和6年）2月、第3詩集『耶律』刊行。耶律とは前年に死去した次男の名。
1942年（昭和17年）5月、煥乎堂社長であった兄清七死去。煥乎堂社長となる。
1944年（昭和24年）群馬詩人協会会長、上毛新聞「上毛詩壇」選者となる。
1951年（昭和26年）「群馬県の歌」作詞。
1953年（昭和28年）群馬県立前橋女子高等学校校歌を作詞。
1958年（昭和33年）脳血栓の診断を受け療養のため鎌倉へ引っ越す。
1962年（昭和37年）伊藤信吉が中心となり『高橋元吉詩集』が出版。同詩集により翌年高村光太郎賞授与。
1965年（昭和40年）1月28日、療養先の神奈川県藤沢市鵠沼で死去（72歳）。墓所は前橋市亀泉霊園。
没後『高橋元吉文化賞』が制定された。

## 主な著作
- 「高橋元吉詩集」
- 「群馬文学全集」